# Harry Bertoia
Arieto Bertoia dit Harry Bertoia (né le 10 mars 1915 à Arzene en Italie et mort le 6 novembre 1978 à Barto (en) aux États-Unis) est un sculpteur et designer italien naturalisé américain.

## Biographie
À l'âge de 15 ans, Harry Bertoia voyage à Détroit pour rendre visite à son frère aîné. Il choisit de rester et s'inscrit à la Cass Technical High School (en), où il étudie l'art et de design et apprend la joaillerie artisanale. En 1938, il fréquente la Art School of the Detroit Society of Arts and Crafts, maintenant connu comme le College for Creative Studies (en). L'année suivante, en 1937, il reçoit une bourse pour étudier à la Cranbrook Educational Community où il rencontre Walter Gropius, Edmund Bacon (en), Charles et Ray Eames pour la première fois.
Il ouvre son propre atelier de ferronnerie en 1939 et enseigne la création de bijoux et le travail des métaux. Plus tard, en raison de l'effort de guerre qui rend le métal rare et très coûteux, Bertoia commence à concentrer ses efforts sur la fabrication de bijoux, et en particulier la conception et la création de bagues de mariage pour Charles et Ray Eames ainsi que pour l'épouse d'Edmund Bacon. Plus tard, en 1943, il épouse Brigitta Valentiner, et déménage en Californie pour travailler pour Charles et Ray Eames à la Evans Products Company, Molded Plywood Division. Il y travaille jusqu'à la fin de la guerre en septembre 1945.
En 1950, il déménage en Pennsylvanie pour établir son propre studio et travailler avec Hans et Florence Knoll (Florence était aussi diplômé de Cranbrook). Durant cette période, il conçoit cinq meubles à base de treillis métallique, dont la célèbre chaise Diamant (en), qui sont connus sous le nom de la collection Bertoia pour Knoll.
Au milieu des années 1950, les meubles produits par Knoll se vendent si bien que ses revenus forfaitaires lui permettent de se consacrer exclusivement à la sculpture. En 1953, grâce au designer et ami de Cranbrook Eero Saarinen, il reçoit sa première commande avec la création d'une sculpture pour le centre technique de General Motors. En 1955, Eero Saarinen lui commande la création de l'autel de la chapelle du Massachusetts Institute of Technology. En 1957, il reçoit une bourse de la Fondation Graham de Chicago.
En 1960, Harry Bertoia commence à créer des sculptures sonores. Son travail explore comment le métal peut être manipulé pour produire un son. En l'étirant et en le pliant, le métal soumis au vent ou au toucher, produit des tonalités différentes. Il joue en concert avec ses créations et enregistre une dizaine d'albums, tous intitulés Sonambient, à partir de la musique créée par ses sculptures.
Jusqu'à sa mort, Harry Bertoia crée plus de 50 sculptures publiques qui sont exposées dans des villes des États-Unis et à l'étranger. Il travaille pour de grands architectes de l'époque comme Eero Saarinen, Henry Dreyfuss, Kevin Roche, Minoru Yamasaki, Edward Durell Stone et Ieoh Ming Pei.
Harry Bertoia meurt d'un cancer du poumon à l'âge de 63 ans le 6 novembre 1978.

## Œuvres

### Mobilier

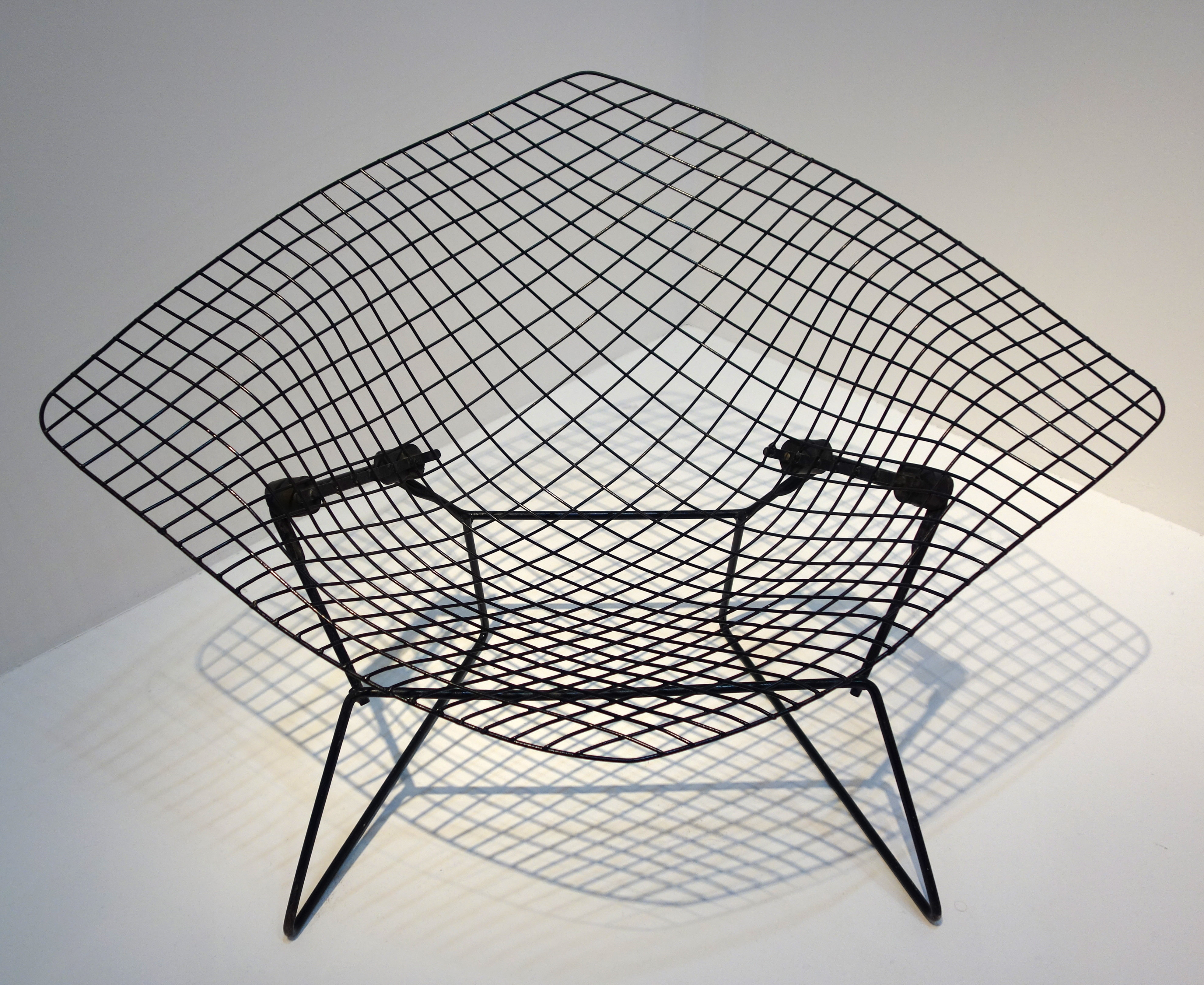
Diamond Chair

Après avoir travaillé pour Charles Eames et contribué à la création de la chaise Wire, Bertoia quitte Eames en 1950. Il se laisse convaincre par Hans et Florence Knoll de travailler pour eux. C'est ainsi qu'en 1952, il crée la chaise Diamant (en). Cette chaise dont Bertoia dit « Si vous regardez ces sièges, ils sont faits principalement d'air, comme une sculpture. Ils sont traversés par l'espace. » est faite de fils d'acier soudés formant un treillis métallique supporté par de fins pieds métalliques. Sa fabrication est initialement manuelle : chaque fil est cintré à la main avant d'être soudé. Il en résulte une forme quasi sculpturale.
En plus de la chaise Diamant, Bertoia crée quatre autres chaises basées sur le même principe de fabrication : une chaise de table (Bertoia side chair), un tabouret de bar (Bertoia Barstool), une chaise lounge et son ottoman (Bertoia Bird Lounge) et une chaise longue asymétrique (Bertoia Asymmetric). Ces meubles sont toujours fabriqués et commercialisés par la société américaine Knoll.